# Нью-Джорджия (пролив)

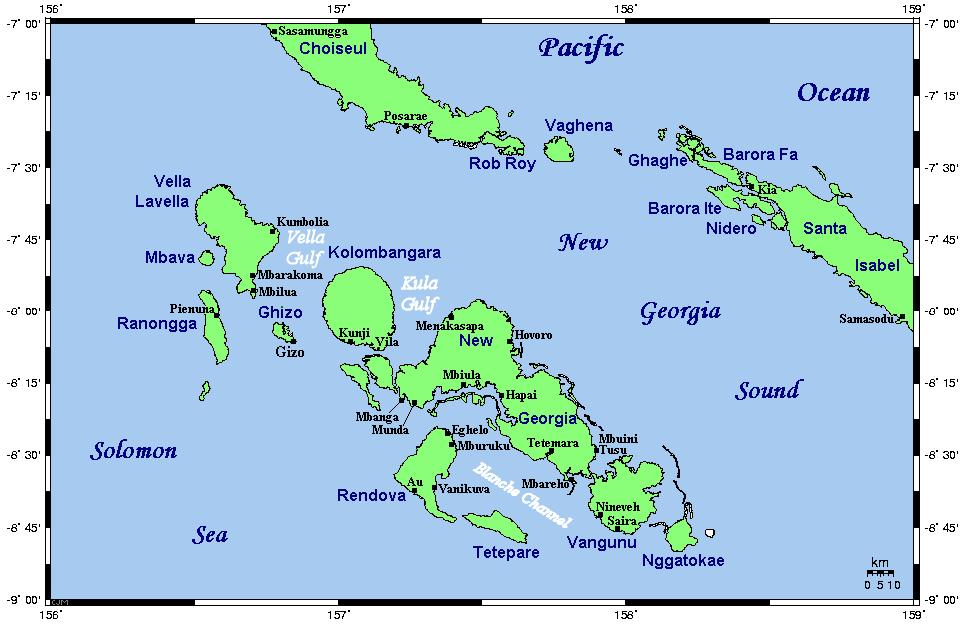
Расположение пролива

Пролив Нью-Джорджия (англ. New Georgia Sound) разделяет Соломоновы острова примерно посередине. Пролив ограничен с севера островами Шуазёль, Санта-Исабель и островной группой Нггелла. С юга его окаймляют Велья-Лавелья, Коломбангара и островные группы Нью-Джорджия и Расселл. Бугенвиль и Гуадалканал являют собой западную и восточную границы пролива, соответственно.
В период Второй мировой войны пролив приобрёл своё второе название Щель (англ. the Slot), данное союзниками за специфические географические очертания и количеству военных кораблей пересекавших его. Японская морская поддержка своего гарнизона, расположенного на Гуадалканале получила известность как Токийский экспресс. В период с 1942 по 1943 год пролив и его окрестности стал ареной многочисленных морских сражений между Императорским флотом Японии и флотами США, Австралии и Новой Зеландии.
Вулканический остров конической формы, Саво, что расположен к северо-западу от Гуадалканала — единственный значительный остров, находящийся внутри пролива.